# Músculo cricoaritenoideo lateral

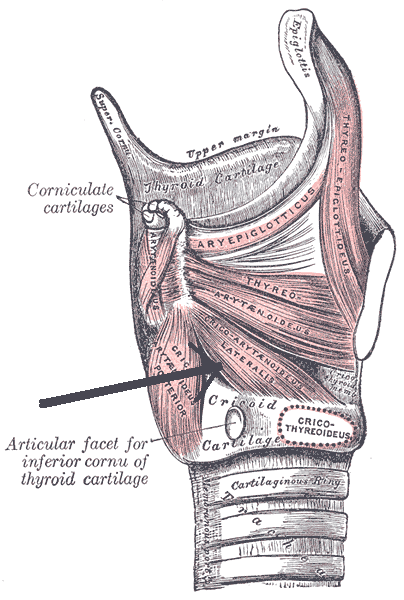
Ilustración anatómica a mano del músculo cricoaritenoideo lateral

El músculo cricoaritenoideo lateral es un músculo localizado en la laringe y cuya función es la de constreñir la glotis.

## Inserciones
Se inserta inferior y anteriormente en las porciones laterales del borde superior del arco del cartílago cricoides, y se dirige posterior y superiormente hasta la porción anterolateral de la apófisis muscular del cartílago aritenoides.

## Inervación
Está inervado por ramos del nervio laríngeo recurrente.

## Irrigación
Está irrigado por la arteria laríngea inferior, rama de la arteria tiroidea inferior.

## Acción
Ejerce tracción en sentido anterolateral de las apófisis musculares del cartílago aritenoides, haciendo que estas se alejen a la vez que acercan las apófisis vocales de dicho cartílago, acercando los pliegues vocales y por ende estrechando la glotis.